# Макалу
Макалу (непальська: मकालु; кит.: 马卡鲁山) — п'ята за висотою вершина світу (8463 м, за іншими даними 8485 м), розташована за 22 км на південний схід від Джомолунгми на кордоні Китаю і Непалу. Форма гори нагадує чотирикутну піраміду з гострими гранями.
Назва вершини, найімовірніше, походить від санскр. Маха-Кала, що перекладається як «Велика Чорна». Також вживається назва Кумба карна, що означає «гігант».

## Історія сходжень
Не зважаючи на те, що ця вершина була добре відома європейцям вже починаючи з другої половини XIX століття, перші спроби сходження на Макалу належать тільки до середини 50-х років XX сторіччя. Цей факт значною мірою пояснюється тим, що у гірському районі Махалангур Гімал крім Макалу розташовано також вершини Еверест та Лхоцзе, і переважна більшість експедицій, що відвідували ці місця, мали на меті підкорення найвищої вершини світу.
- 1954 — весною американська експедиція Каліфорнійського альпіністського клубу робить першу спробу сходження на вершину Південно-східним гребенем. Досягнуто висоти 7060 метрів. Восени того ж року район Макалу відвідує група французьких альпіністів, мета яких — розвідка північних схилів гори для організації серйозної експедиції наступного року. Досягнуто висоти 7880 метрів на північному гребені.

- 1955 — весною французька експедиція під керівництвом Жана Франко досягає успіху, зійшовши на вершину північним маршрутом, розвіданим восени попереднього року. 15, 16 і 17 травня трьома групами на вершину піднялися загалом 9 осіб.

- 1970 — друге сходження на Макалу. Здійснено японською експедицією південно-східним гребенем через Південно-східну вершину (маршрутом американської експедиції 1954 р.).

- 1971 — французька експедиція під керівництвом Р. Параго підіймається на вершину технічно дуже складним маршрутом — Західним ребром. Сходження відбувалося в украй несприятливих погодних умовах.

- 1975 — югославська експедиція восени прокладає новий маршрут до вершини, піднявшись ніким не пройденою до цього Південною стіною.

- 1976 — чехословацька експедиція здійснює сходження Південно-західним ребром через Південно-східну вершину.

- 1997 — російська експедиція вперше досягає вершини по Західній стіні. Це технічно найскладніший з усіх маршрутів, прокладених до вершини Макалу.
- 2004 — видатний український альпініст Владислав Терзиул досяг вершини Макалу по технічно складному Західному ребру, відомому під назвою Ребро Параго. Владислав Терзиул загинув під час спуску з гори[3].

- 2009 — 9 лютого Симоні Моро (Італія) та Денис Урубко (Казахстан) вперше здійснюють зимове сходження на Макалу.
- 2010  — українська експедиція прокладає новий маршрут на Макалу по лівій частині Південно-західної стіни з виходом на Ребро Параго. Вершини досягли Сергій Бублик, Дмитро Венславовський і Володимир Рошко[4].

Наразі[коли?] момент здійснено 206 успішних сходжень на вершину. При спробах підкорити вершину загинули 22 альпіністи.